# История почты Орегона
История почты Орегона берёт своё начало с 1847 года (за год до учреждения Территории Орегон), когда Почтовая служба США заключила контракт о доставке почтовых отправлений между восточным и западным побережьями Соединённых Штатов. Доставка осуществлялась через Панаму, в городах Астория и Орегон-Сити были открыты отделения почтовой связи — первые к западу от Скалистых гор. Однако лишь в 1849 году пароходная компания Pacific Mail Steamship Company открыла маршруты из Панамы вдоль западного побережья. Первые почтовые марки отделений Астории и Орегон-Сити были выпущены в 1849 году, на сегодняшний день существует значительный объём филателистического материала, связанного с Орегоном. Так, исследователями было опубликовано множество работ, печатных изданий, посвящённых почтовой службе Орегона: Oregon Post Offices Ричарда В. Хелбока (история и перечень почтовых отделений Орегона), Oregon Postmarks Чарльза А. Уиттлси и Ричарда В. Хелбока (каталог почтовых марок Орегона, выпущенных в течение XIX века), A Checklist Of Oregon Post Offices, 1847—1988 Ричарда В. Хелбока (список отделений почтовой связи на территории Орегона). Нынешнее здание почтового отделения в Астории занесено в Национальный реестр исторических мест США.

## Территории Орегона
Исследователи выделяют в отдельную группу филателистические материалы, созданные на территории Орегона в период с 1847 года до дня вхождения Территории в Союз на правах штата 14 февраля 1859 года. К ним относятся, в частности, почтовые отправления из отделений, расположенных к северу от реки Колумбия, сделанных до учреждения Территории Вашингтон 8 февраля 1853 года. На момент становления почтовой службы, в 1840-х годах, Территория Орегон включала в себя земли будущих штатов Вашингтон, Айдахо и часть западной Монтаны. Впоследствии были открыты дополнительные почтовые отделения в Астории и Орегон-Сити, в 1849 году — в Портленде и Сейлеме.